# Церковь Санта-Лючия (Монтепульчано)
Санта-Лючия (итал. La chiesa di Santa Lucia) — приходская римско-католическая церковь епархии Монтепульчано-Кьюзи-Пиенца, освящённая в честь Святой Луции Сиракузской. Расположена на одноимённой площади в городке Монтепульчано, провинция Сиена, регион Тоскана, Италия.

## История и архитектура

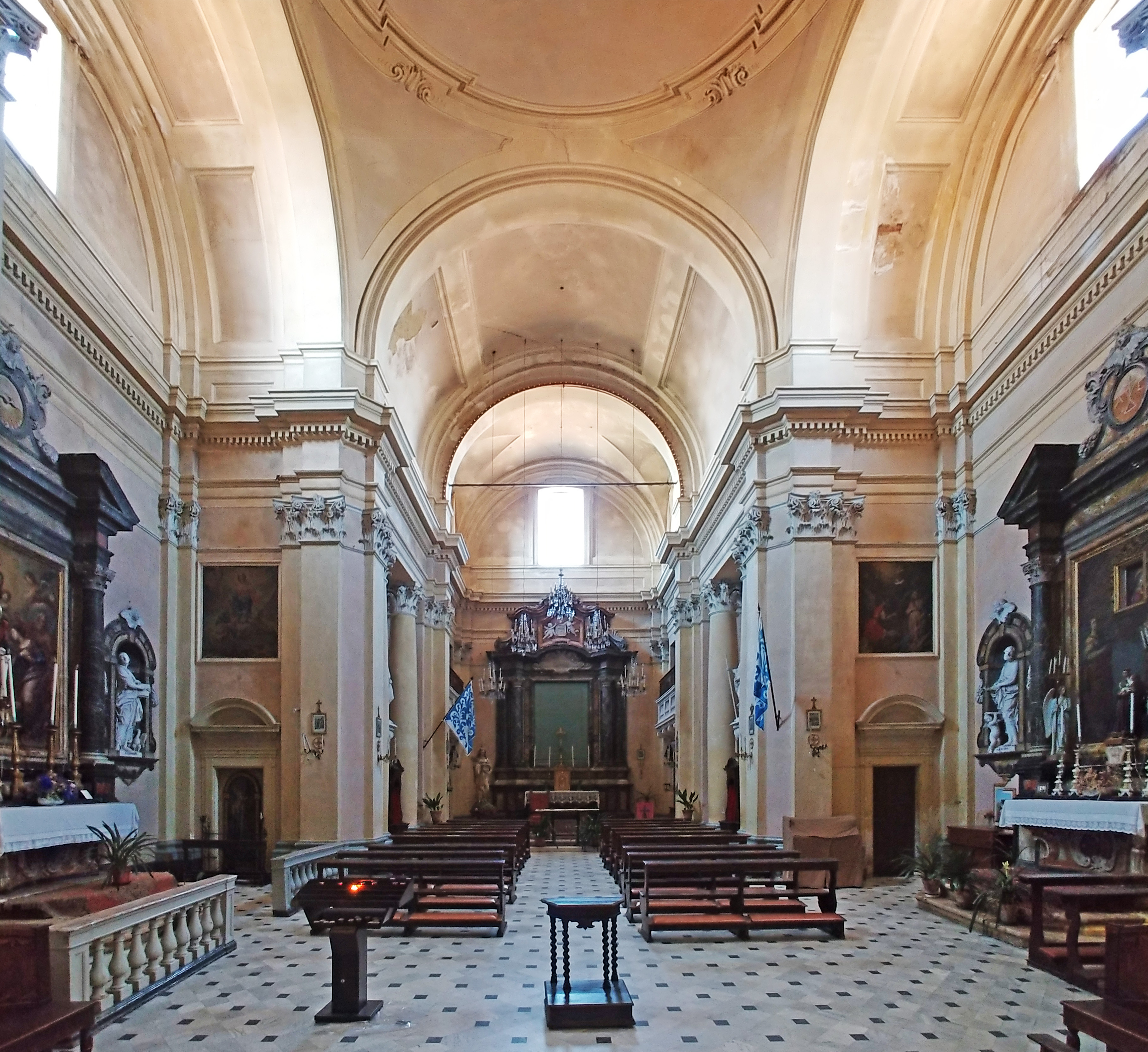
Интерьер церкви

Проект церкви, построенной в 1653 году, приписывается архитектору Фламинио дель Турко. Причудливый фасад из травертина, разделённый пилястрами и раскрепованными карнизами на два трёхсторонних яруса, сочетает в себе композиционные приёмы позднего маньеризма с изобилием, присущим римскому барокко. Особенно эффектен портал, обрамлённый колоннами с фестончатыми ионическими капителями, косяки которых украшены свиткообразными колосьями, из которых спускаются крупные подвески в виде фруктов.
Церковь имеет один неф. Внутри находятся многие произведения искусства: деревянное Распятие XVI века работы Джованни Баттисты Алесси; алтарная картина «Святые Иероним, Маргарита, Лаврентий и Агнесса» работы Гаэтано Перпиньяни. Лепные статуи святых Роха и Себастьяна были завершены Бартоломео Маццуоли. Справа от входа, в капелле Чеппари, находится алтарная картина с изображением Мадонны делла Мизерикордия (Мадонны Милосердия) работы Луки Синьорелли.
Слева от церкви Санта-Лючия находится ораторий Сан-Джованни-Баттиста-ин-Поджоло XIII века.